# Koksan-gun
Koksan-gun (koreanska: 곡산군) är en kommun i Nordkorea.   Den ligger i provinsen Norra Hwanghae, i den södra delen av landet, 90 km öster om huvudstaden Pyongyang.